# Джеймс Браун (політик Північної Ірландії)
Джеймс Браун (англ. James Brown, нар. 1897, дата смерті невідома) — політик-юніоніст та журналістом у Північній Ірландії.
Браун балотувався як незалежний кандидат Фермерів та Нових Промисловців у виборах до парламенту Північної Ірландії 1938 року у виборчому окрузі Південний Даун. Раніше цей округ обирав ірландських націоналістів, але у 1938 році жоден націоналістичний кандидат не був висунутий, і Браун легко переміг єдиного опонента, кандидата Партії праці Північної Ірландії. Він одразу ж підтримав фракцію Ульстерської юніоністської партії в парламенті.
На виборах до парламенту Північної Ірландії 1945 року Браун балотувався у виборчому окрузі Морн як незалежний юніоніст, але його переміг кандидат Націоналістичної партії Джеймс МакСпарран. Після цього він балотувався у виборах до Вестмінстерського парламенту 1945 року в окрузі Даун. Він посів останнє місце серед чотирьох кандидатів, але отримав 19,1% голосів і відстав від останнього обраного кандидата менше ніж на 2000 голосів.
У 1946 році відбулися позачергові вибори у Дауні, і Браун знову виступив, цього разу як незалежний "демократичний юніоніст". Він знову посів останнє місце, його частка голосів зменшилася до 2,2%.
Останнє політичне змагання Брауна відбулося в Південному Дауні на загальних виборах 1958 року в Північній Ірландії. Вперше він балотувався як офіційний кандидат від Ольстерської юніоністської партії, але не зміг повернути собі місце.